# Melittologia

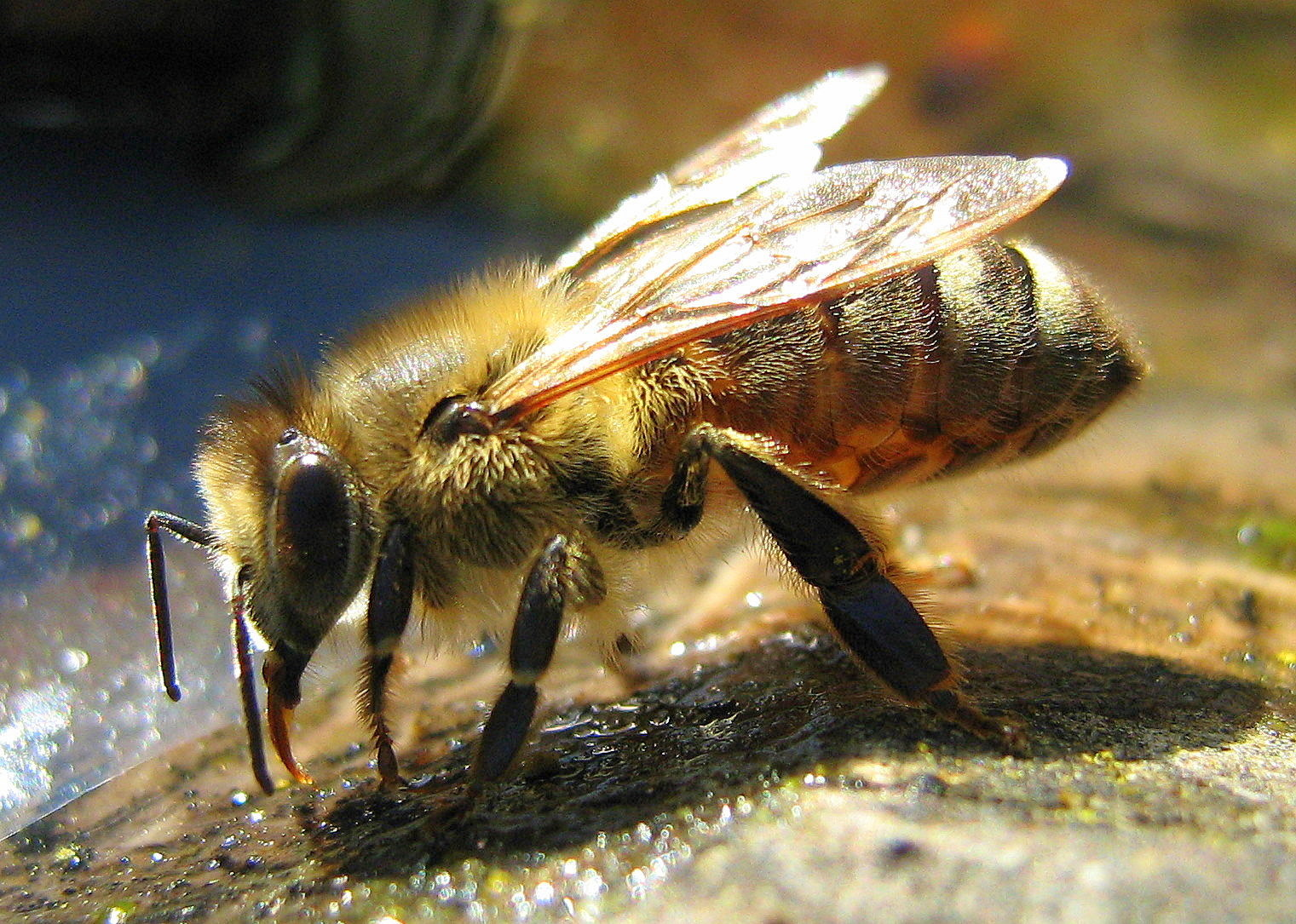
Un'ape mentre si abbevera.

La melittologia (dal greco μέλιττα - melitta, "ape" e -λογία, -logia) è una branca dell'entomologia che si occupa dello studio delle api. La melittologia si occupa delle specie che si trovano all'interno del clade Anthophila, appartenente alla superfamiglia Apoidea, una superfamiglia di imenotteri che comprende oltre 20 000 specie, inclusi i bombi e le api da miele.

## Suddivisioni
All'interno della melittologia possono essere individuate altre due scienze:
- Apidologia – (dal latino apis, "ape" e dal greco -λογία, -logia) si occupa dello studio delle api da miele. Queste ultime sono spesso utilizzate come oggetto di studio per rispondere a domande sull'evoluzione dei sistemi sociali.
- Apicologia – si occupa dell'ecologia delle api da miele.

## Associazioni melittologiche
Esistono diverse associazioni, sia nazionali che internazionali, volte a incoraggiare lo studio delle api e la ricerca volta all'apicoltura, alcune delle quali sono elencate di seguito:
- Associazione internazionale di ricerca sulle api
- Associazione apicoltori britannici
- Associazione apicoltori tedeschi
- Federazione apicoltori italiani

## Riviste di melittologia
- Apidologie
- American Bee Journal
- Journal of Apicultural Research
- Journal of Melittology

## Melittologi e apidologi di particolare importanza
- Freiderich August Bechly (Fred Bechly), (1835–1916), corrispondente dell'American Bee Journal.
- Charles Butler, (1560–1647), uno dei primi apicoltori e ricercatori inglesi.
- Charles Dadant, (1817–1902), considerato uno dei fondatori della moderna apicoltura.
- Jan Dzierzon, (1811–1906), scopritore della partenogenesi nelle api.
- Savannah Foley, studiosa di genetica e di comunicazione sulle lunghe distanze alla University of South Florida, a capo di un team di ricerca sulle ragione della recente moria delle api da miele.
- Michael S. Engel, (nato nel 1971), specializzato nello studio delle api da miele e di altre specie di api sia presenti che estinte alla University of Kansas.
- Karl von Frisch, (1886–1982), vincitore di una premio Nobel, si è occupato della comunicazione tra le api da miele.
- Robert A. Holekamp, (1848–1922), uno dei primi apicoltori urbani.
- Jay Hosler, professore al Juniata College, autore del pluripremiato fumetto Clan Apis.
- François Huber (1750–1831), naturalista svizzero, ha inventato il cosiddetto "Ruche en livre" (alveare libro), un tipo di alveare a forma di libro, mostrato per la prima volta nel libro "Nouvelles observations sur les abeilles, adressées à Charles Bonnet", 1792 (Nuove osservazioni sulla storia naturale delle api.
- Karl Kehrle (alias "Brother Adam") (1898–1996), monaco benedettino, apicololtore, creatore dell'apis mellifera x Buckfast, una specie di apis mellifera.
- Warwick Estevam Kerr, (nato nel 1922), studioso della genetica e della determinazione del sesso nella api da miele.
- William Kirby, (1759–1850), entomologo, autore del primo trattato scientifico sulle api inglesi.
- Lorenzo Lorraine Langstroth, (1810–1895), tra i fondatori della moderna apicoltura.
- Martin Lindauer, (1918–2008), studioso della comunicazione in diverse specie di api sociali, incluse le api da miele.
- John Lubbock (primo Barone di Avebury) (1834–1913), autore di opere sugli organi sensoriali degli imenotteri.
- Robert E. Page, Jr., studioso dell'evoluzione dei comportamenti sociali complessi alla Arizona State University
- Petro Prokopovych, (1775–1850), apicoltore ucraino, fondatore dell'apicoltura commerciale.
- Moses Quinby,  (1810–1875), tra i primi apicoltori commerciali americani, inventore del moderno affumicatore.
- Gene E. Robinson, studioso dei meccanismi comportamentali delle api alla University of Illinois.
- Amos Ives Root (1839–1923), innovatore nelle tecniche di raccolta del miele.
- Justin O. Schmidt, studioso della nutrizione delle api, della loro comunicazione, fisiologia ed ecologia. Creatore della scala del dolore delle punture di insetto di Schmidt.
- Thomas D. Seeley, studioso dell'organizzazione dei gruppi alla Cornell University, utilizza le api da miele come modello di sistema.
- Robert Evans Snodgrass, (1875–1962), autore di uno dei primi libri sull'anatomia e la fisiologia della api.
- Stephen Taber III, (1924–2008), innovatore nella pratica dell'inseminazione artificiale delle api regine al fine di creare colonie di api resistenti a determinate malattie.
- Mark Winston, studioso di storia della vita, della struttura a caste e della riproduzione degli insetti sociali alla Simon Fraser University.